# Eurocheque-Karte

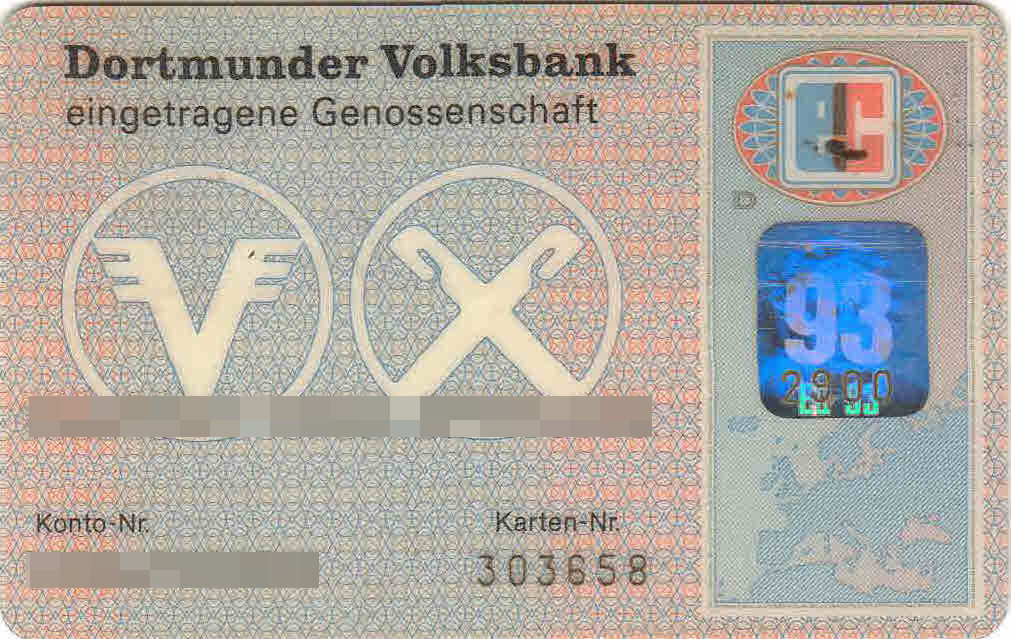
EC-Karte der Dortmunder Volksbank, gültig bis 1993

Die Eurocheque-Karte (kurz: EC-Karte) wurde 1968 als Garantiekarte für die grenzüberschreitende Einlösung eines Eurocheques über einen Betrag von bis zu 400 Deutsche Mark eingeführt, der in 15 europäischen Ländern durch Vergleich der Unterschrift und den personalisierten Daten auf dem Scheck als Zahlungsmittel akzeptiert wurde. Ab 1979 wurde die Karte mit einem Magnetstreifen ausgestattet und übernahm zusätzliche Funktionen als Debitkarte zum Abheben am Geldautomaten und zur Bezahlung am POS-Terminal im Einzelhandel, in Gaststätten und Hotels durch Eingabe der Persönlichen Identifikationsnummer (PIN, Geheimzahl). Obwohl der Eurocheque Ende 2001 abgeschafft wurde, blieb das EC-Logo eine der bekanntesten Marken im Bereich der Geldinstitute und wurde als „electronic cash“ interpretiert.

## Format
Die Eurocheque-Karte wurde von den Geldinstituten zunächst als laminiertes Sicherheitspapier und später als Plastikkarte im Format ID-1 (8,560 × 5,398 cm) ausgegeben. Zur größeren Fälschungssicherheit wurde später ein Hologramm hinzugefügt; Motive waren Robert Schumann, ab 1997 Ludwig van Beethoven. Die personalisierten Daten (Kontonummer, Kartennummer und Name des Kontoinhabers) waren zunächst aufgedruckt und später mittels Laserbeschriftung „fühlbar“ eingraviert. Der Kontoinhaber unterschrieb auf der Rückseite.
Ab 1979 erhielt die Eurocheque-Karte auf der Rückseite einen maschinenlesbaren Magnetstreifen. Die deutschen Eurocheque-Karten wurden bis 2012 zusätzlich mit dem geheimen MM-Schlüssel von Giesecke+Devrient ausgestattet, einem modulierten Merkmal, das von einer speziellen MM-Box des Geldautomaten geprüft wurde und die Echtheit der Karte und ihre Übereinstimmung mit der Information auf dem Magnetstreifen absicherte.
Ab 1995 wurde die Eurocheque-Karte mit einem Halbleiterchip für die Prepaid-Funktion der GeldKarte erweitert, ehe sie ab 2002 generell als Chipkarte gemäß dem internationalen EMV-Standard ausgegeben wurde, um die höchste Sicherheit gegen Fälschungen und Manipulationen zu erzielen.
Hergestellt wurden die Karten nicht von den ausgebenden Geldinstituten selbst, sondern von beauftragten Dienstleistern (z. B. Giesecke+Devrient, Morpho Cards, Gemalto); die Ausstellung dauerte in der Regel mehr als eine Woche.

## Entwicklung

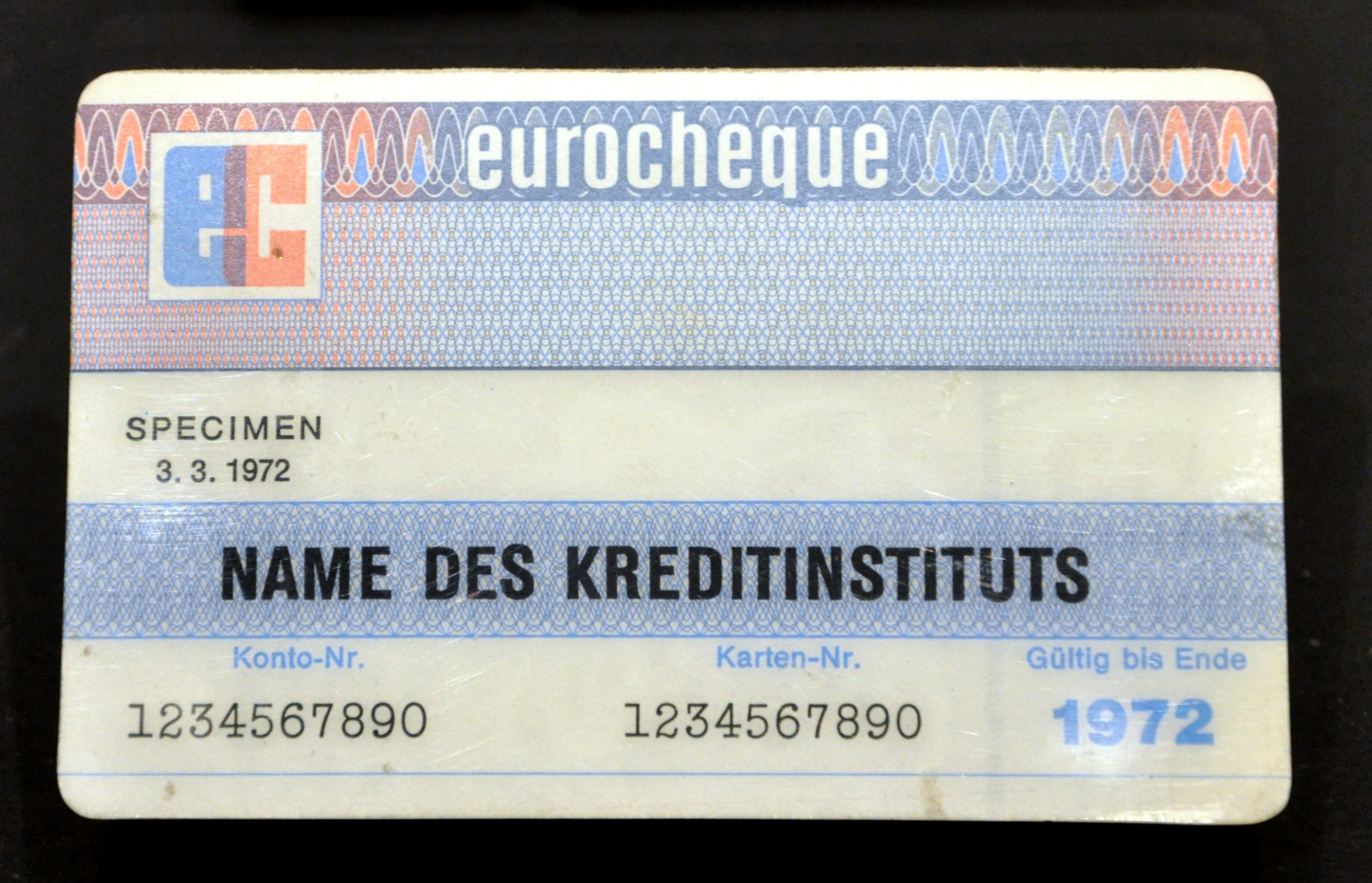
Muster einer Eurocheque-Karte von 1972 (Wirtschaftsmuseum Ravensburg)

Eurocheque-Logo

Im Privatkundengeschäft reichte der Scheck oder die Anweisung als Zahlungsmittel nicht aus, weil die Bonität des zahlenden Vertragspartners nicht überprüft werden konnte mit Ausnahme von Geldabhebungen in einer Zweigstelle der eigenen Bank. Somit blieb für den Schecknehmer ein Ausfallrisiko, falls nicht mit Bargeld in der jeweiligen Landeswährung oder speziellen Reiseschecks (über einen Festbetrag wie ein Gutschein) bezahlt wurde.
Speziell in Europa mit vielen kleinen Währungsräumen wurde dies als Wettbewerbsnachteil gegenüber den meist US-amerikanischen Herausgebern von Reiseschecks gewertet. Die europaweite Einführung von eurocheque und Eurocheque-Karte basierte daher auf einer umfassenden Kooperation der europäischen Geldinstitute. In zwei Konferenzen am 10. Mai und am 17./18. Oktober 1968 einigte man sich auf das Eurocheque-Logo, die Namen Eurocheque und Eurocheque-Karte, die Einlösungsbedingungen (in Geldinstituten) und die (zwischenstaatliche) Abrechnung. Ab 1. Mai 1969 wurden Schecks im Rahmen des Eurocheque-Systems ausgestellt und zunächst in 18 Ländern akzeptiert. Die Zahl stieg bald weiter (auf insgesamt 49) an, sowohl was die Anzahl der Länder mit Eurocheque-Ausgabe („Aktivländer“) als auch diejenigen mit Eurocheque-Annahme („Passivländer“) betraf. Sie beschränkten sich bald nicht mehr nur auf Europa, sondern schlossen auch Länder des Nahen Ostens und Nordafrikas ein. Ab 1975 wurde das Eurocheque-System auch für die Bezahlung im Einzelhandel, Gaststätten und Hotels geöffnet und deren Gutschrift gegen eine Bankgebühr ermöglicht.
Bald wurden die EC-Karten mit zusätzlichen Fähigkeiten ausgestattet, die weit über eine Garantiekarte für Eurocheques hinausgingen. Mit dem Aufkommen der Geldautomaten konnte man ab 1982 mit der EC-Karte und der vom Magnetstreifen gelesenen Information von einem Bankautomaten Geld abheben oder sich den Kontostand anzeigen lassen. In einem späteren Schritt wurde auch die Bezahlung an Automaten oder Zahlungsverkehrsterminals in Geschäften möglich. Diese weiteren, über die Scheckgarantie hinausgehenden Eigenschaften, werden unter Electronic Cash sowie unter Debitkarte genauer erläutert.

## Funktion

Rechtsbeziehung bei einer eurocheque-Garantie

Die Garantiekarte für den Eurocheque überbrückte die Schwäche eines Schecks, nicht durch den Bezogenen angenommen werden zu können, das Akzeptverbot (Art. 4 Scheckgesetz). Eine Zahlungsanweisung kann zwar angenommen werden – durch die Annahme einer Anweisung ist für den Zahlungsempfänger die Verität der gegen den Bezogenen (Angewiesenen) entstandenen Forderung gesichert. Bei der Ungewissheit über ihre Bonität hat es aber sein Bewenden, so dass der Schecknehmer gegen den Scheckaussteller klagen müsste, um seine Forderungen einzutreiben.

### Verwendung
Das Kreditinstitut (bezogener Bankier) übergab einem Kontoinhaber mit ausreichender Bonität eine Eurocheque-Karte und eine Anzahl personalisierter Eurocheques (meist 10) zur Verwendung als Scheckaussteller. Die Bank garantierte dem Schecknehmer eine Höchsthaftungssumme, die 300 DM betrug und später auf 400 DM erhöht wurde. Bei höheren Beträgen konnte der Scheckaussteller mehrere Schecks verwenden.
Der Scheckaussteller musste die Nummer seiner Garantiekarte auf der Rückseite des Eurocheques eintragen. Dadurch konnte die Bank feststellen, ob die Person, für deren Zahlungsfähigkeit sie einstehen soll, ein berechtigter Kunde von ihr ist. Der Garantievertrag zwischen dem Schecknehmer und dem Kreditinstitut kam zustande bei:
- Übereinstimmung der Nummer, der Unterschrift des Ausstellers, des Namens des Kreditinstituts und der Kontonummer auf der Garantiekarte und dem Vordruck für die Eurocheque-Urkunde,
- Ausstellung des Eurocheques innerhalb der Geltungsdauer der Garantiekarte,
- rechtzeitiger Vorlage des Schecks (im Inland innerhalb von acht, bei im Ausland begebenen Schecks innerhalb von 30 Tagen).

Die Garantiekarte musste dem Zahlungsempfänger (Schecknehmer) nicht vorgelegt werden. Die Inhaberschaft der Garantiekarte wies den Scheckaussteller als Vertreter (aA als Übermittlungsbote) des bezogenen Bankiers aus. Der Scheckaussteller schloss für den Bankier einen Garantievertrag mit dem Zahlungsempfänger ab. Mit der Aushändigung des Eurocheques durch den berechtigten Scheckaussteller an den Schecknehmer entstand die Garantieforderung des Zahlungsempfängers bis zu 400 DM.

### Einwendungsausschluss
Die Forderung des Zahlungsempfängers aus dem Garantievertrag war abstrakt. Einwendungen gegen die Garantieforderung, die aus dem Verhältnis zwischen der Bank und dem Scheckaussteller stammen (Deckungsverhältnis), konnten durch die Bank nicht erhoben werden. Solche Einwendungen können z. B. in einer fehlenden Kontodeckung des Scheckausstellers oder in dem Widerrufs des Schecks durch den Aussteller bestehen. Nur soweit Mängel in dem Zustandekommen oder im Bestand des Garantievertrags vorgetragen wurden, waren diese maßgeblich. Das war unter anderem dann der Fall, wenn der Kartenbesitzer nicht ihr rechtmäßiger Inhaber war. Waren dem Kunden die Vordrucke für den Eurocheque abhandengekommen und füllte sie ein Unbefugter mit der richtigen Kartennummer und unter Fälschung der Unterschrift aus, so kam z. B. ein Garantievertrag nicht zustande, weil die fehlende Vertretungsmacht des Unbefugten eine rechtshindernde Einwendung betreffend das Zustandekommen des Garantievertrags selbst war. Die Bank haftete dem Schecknehmer aber aus Rechtsscheinsgesichtspunkten. Andere Einwendungen, die das Entstehen des Garantievertrags betreffen, sind sämtliche sonstige Fehler im Zustandekommen des Garantievertrags (Fehlen der Unterschrift usw.).